# Петрос Јаковидис
Петрос Јаковидис (грч. Πέτρος Ιακωβίδης; Кавала, 12. септембар, 1988) је грчки поп-фолк певач, композитор и текстописац. До сада је објавио четири студијска албума.

## Дискографија

### Албуми
- Апотипомата (Отисци прстију) (2017)[2]
- Соу та доса ола (Дао сам ти све) (2018)
- Одос тсимиски (Улица Тсимиски) (2022)
- Калиспера (албум) (Добро вече) (2023)[3]